# NGC 7073
NGC 7073 ist eine Spiralgalaxie vom Hubble-Typ Sbc im Sternbild Steinbock am Südsternhimmel. Sie ist schätzungsweise 253 Millionen Lichtjahre von der Milchstraße entfernt.
Das Objekt wurde am 25. August 1864 vom Astronomen Albert Marth entdeckt.